# Lista över medaljörer i världsmästerskapen i bågskytte
Detta är en lista över samtliga medaljörer i världsmästerskapen i bågskytte.

## Recurve

### Herrar, individuellt
Tävlingsformat:
- 1933-1955: Internationell lång och kort runda (varierande)
- 1957-1985: FITA-runda (90m, 70m, 50m, 30m)
- 1987-: Olympisk runda  (system från 2011)

| Mästerskap            | Guld                      | Silver                          | Brons                      |
| London 1933           | Donald MacKenzie (USA)    | Emil Heilbron (SWE)             | Georges de Rons (BEL)      |
| Båstad 1934           | Henry Kjellson (SWE)      | Emil Heilbron (SWE)             | Oscar Kessels (BEL)        |
| Bryssel 1935          | Adrien Van Kolen (BEL)    | Georges De Rons (BEL)           | Frans Walraevens (BEL)     |
| Prag 1936             | Emil Heilbron (SWE)       | Georges De Rons (BEL)           | Jan Musilek (TCH)          |
| Paris 1937            | Georges De Rons (BEL)     | Feliks Majewski (POL)           | Oscar Kessels (BEL)        |
| London 1938           | Frantisek Hadas (TCH)     | Feliks Majewski (POL)           | C. Smith (GBR)             |
| Oslo 1939             | Roger Beday (FRA)         | Gaston Questemann (FRA)         | A. H. Mole (GBR)           |
| Stockholm 1946        | Einar Tang-Holbeck (DEN)  | Hans Deutgen (SWE)              | Ove Hansen (DEN)           |
| Prag 1947             | Hans Deutgen (SWE)        | Vaclav Karola (DEN)             | Josef Brejcha (TCH)        |
| London 1948           | Hans Deutgen (SWE)        | Einar Tang-Holbeck (DEN)        | Josef Brejcha (TCH)        |
| Paris 1949            | Hans Deutgen (SWE)        | Frantisek Hadas (TCH)           | Einar Tang-Holbeck (DEN)   |
| Köpenhamn 1950        | Hans Deutgen (SWE)        | Einar Tang-Holbeck (DEN)        | Russ Reynolds (USA)        |
| Bryssel 1952          | Stellan Andersson (SWE)   | Bror Lundgren (SWE)             | Einar Tang-Holbeck (DEN)   |
| Oslo 1953             | Bror Lundgren (SWE)       | Einar Tang-Holbek (DEN)         | Carl-Eric Bissman (SWE)    |
| Helsingfors 1955      | Nils Andersson (SWE)      | Robert Rhode (USA)              | Bertil Olsson (SWE)        |
| Prag 1957             | O.K. Smathers (USA)       | Joe Fries (USA)                 | Sylvester Chessman (USA)   |
| Bryssel 1958          | Stig Thysell (SWE)        | Olavi Kallionpaä (FIN)          | Roy Matthews (GBR)         |
| Stockholm 1959        | James Caspers (USA)       | Robert Kadiee (USA)             | James Needey (USA)         |
| Oslo 1961             | Joe Thornton (USA)        | Clayton Sherman (USA)           | Jorma Sandelin (FIN)       |
| Finland 1963          | Charles Sandlin (USA)     | Joe Thornton (USA)              | David Keaggy, Jr. (USA)    |
| Västerås 1965         | Matti Haikonen (FIN)      | Joe Thornton (USA)              | Ben Walker (USA)           |
| Amersfoort 1967       | Ray Rogers (USA)          | Ian Dixon (GBR)                 | Hardy Ward (USA)           |
| Valley Forge 1969     | Hardy Ward (USA)          | John Williams (USA)             | Graeme Telford (AUS)       |
| York 1971             | John Williams (USA)       | Kyösti Laasonen (FIN)           | Wayne Pullen (CAN)         |
| Grenoble 1973         | Victor Sidoruk (URS)      | Kyösti Laasonen (FIN)           | Stephen Lieberman (USA)    |
| Interlaken 1975       | Darrell Pace (USA)        | Richard McKinney (USA)          | Kauko Laasonen (FIN)       |
| Canberra 1977         | Richard McKinney (USA)    | Takashi Kamei (JPN)             | Leandro De Nardi (ITA)     |
| Berlin 1979           | Darrell Pace (USA)        | Richard McKinney (USA)          | Rodney Baston (USA)        |
| Punta Ala 1981        | Kyosti Laasonen (FIN)     | Darrell Pace (USA)              | Richard McKinney (USA)     |
| Los Angeles 1983      | Richard McKinney (USA)    | Darrell Pace (USA)              | Marnix Vervinck (BEL)      |
| Seoul 1985            | Richard McKinney (USA)    | Koo Ja-Chong (KOR)              | Takayoshi Matsushita (JPN) |
| Adelaide 1987         | Vladimir Jesjejev (URS)   | Andreas Lippoldt (FRG)          | Jay Barrs (USA)            |
| Lausanne 1989         | Stanislav Zabrodsky (URS) | Steven Hallard (GBR)            | Tomi Poikolainen (FIN)     |
| Polen 1991            | Simon Fairweather (AUS)   | Wadim Szikariew (URS)           | Chung Jae-Hun (KOR)        |
| Anatalya 1993         | Park Kyung-Mo (KOR)       | Kim Kyung-Ho (KOR)              | Stanislav Zabrodsky (UKR)  |
| Jakarta 1995          | Lee Kyung-Chul (KOR)      | Wu Tsung-Yi (TPE)               | Oh Kyo-Moon (KOR)          |
| Victoria 1997         | Kim Kyung-Ho (KOR)        | Christophe Peignois (BEL)       | Jang Yong-Ho (KOR)         |
| Riom 1999             | Hong Sung-Chil (KOR)      | Jari Lipponen (FIN)             | Lionel Torres (FRA)        |
| Peking 2001           | Yeon Jung-Ki (KOR)        | Lionel Torres (FRA)             | Park Kyung-Mo (KOR)        |
| New York 2003         | Michele Frangilli (ITA)   | Im Dong-Hyun (KOR)              | David Barnes (AUS)         |
| Madrid 2005           | Chung Jae-Hun (KOR)       | Ryuichi Moriya (JPN)            | Choi Won-Jong (KOR)        |
| Leipzig 2007          | Im Dong-Hyun (KOR)        | Baljinima Tsyrempilov (RUS)     | Alan Wills (GBR)           |
| Ulsan 2009            | Lee Chang-Hwan (KOR)      | Im Dong-Hyun (KOR)              | Viktor Ruban (UKR)         |
| Turin 2011            | Kim Woo-Jin (KOR)         | Oh Jin-Hyek (KOR)               | Brady Ellison (USA)        |
| Belek 2013            | Lee Seung-Yun (KOR)       | Oh Jin-Hyek (KOR)               | Crispin Duenas (CAN)       |
| Köpenhamn 2015        | Kim Woo-jin (KOR)         | Rick van der Ven (NED)          | Takaharu Furukawa (JPN)    |
| Mexico City 2017      | Im Dong-hyun (KOR)        | Wei Chun-heng (TPE)             | Steve Wijler (NED)         |
| 's-Hertogenbosch 2019 | Brady Ellison (USA)       | Khairul Anuar Mohamad (MAS)     | Ruman Shana (BAN)          |
| Yankton 2021          | Kim Woo-jin (KOR)         | Marcus Vinicius D'Almeida (BRA) | Brady Ellison (USA)        |

### Damer, individuellt
Tävlingsformat:
- 1933-1955: Internationell lång och kort runda (varierande)
- 1957-1985: FITA-runda (70m, 60m, 50m, 30m)
- 1987-: Olympisk runda (system från 2011)

| Mästerskap            | Guld                                              | Silver                     | Brons                            |
| London 1933           | Janina Kurkowska (POL)                            | Louisa Sandford (GBR)      | Marja Trajdosowna (POL)          |
| Båstad 1934           | Janina Kurkowska (POL)                            | Anna Moczulska (POL)       | Elsa Waldenström (SWE)           |
| Bryssel 1935          | Ina Catani (SWE)                                  | E. Atkinson (GBR)          | Janina Kurkowska (POL)           |
| Prag 1936             | Janina Kurkowska (POL)                            | Maria Pankow (POL)         | Ina Catani (SWE)                 |
| Paris 1937            | Erna Simon (GBR)                                  | Irene Crupenninck (FRA)    | Zofia Bunsch (POL)               |
| London 1938           | Nora Weston-Martyr (GBR) · Louise Nettleton (GBR) |                            | Janina Kurkowska (POL)           |
| Oslo 1939             | Janina Kurkowska (POL)                            | Natalia Szczyzinska (POL)  | Louise Nettleton (GBR)           |
| Stockholm 1946        | Petronella de Wharton-Burr (GBR)                  | Julia Stranne (SWE)        | Louise Nettleton (GBR)           |
| Prag 1947             | Janina Kurkowska (POL)                            | Astrid Trølsen (DEN)       | Petronella de Wharton-Burr (GBR) |
| London 1948           | Petronella de Wharton-Burr (GBR)                  | Dana Picková (TCH)         | Helena Sachová (TCH)             |
| Paris 1949            | Barbara Waterhouse (GBR)                          | Ragnhild Windahl (SWE)     | Trogie Fisher (GBR)              |
| Köpenhamn 1950        | Jean Lee (USA)                                    | Jean Richards (USA)        | Ragnhild Windahl (SWE)           |
| Bryssel 1952          | Jean Lee (USA)                                    | Jean Richards (USA)        | Dorothy Hinton (GBR)             |
| Oslo 1953             | Jean Richards (USA)                               | Ilta-Meri Santaoja (FIN)   | Jacqueline Lang (FRA)            |
| Helsingfors 1955      | Katarzyna Wisniowska (POL)                        | Joyce Warner (GBR)         | Impi Hartikainen (FIN)           |
| Prag 1957             | Carole Meinhart (USA)                             | Ann Clark (USA)            | Betty Schmidt (USA)              |
| Bryssel 1958          | Sigrid Johansson (SWE)                            | Ann Corby (USA)            | Carole Meinhart (USA)            |
| Stockholm 1959        | Ann Corby (USA)                                   | Sigrid Johansson (SWE)     | Lucille Shine (USA)              |
| Oslo 1961             | Nancy Vonderheide (USA)                           | Laurie Fowler (GBR)        | Bozena Deptova (TCH)             |
| Finland 1963          | Victoria Cook (USA)                               | Nancy Vonderheide (USA)    | Marjatta Niemi (FIN)             |
| Västerås 1965         | Maire Lindholm (FIN)                              | Mall:Landsdata SAF         | Mall:Landsdata SAF               |
| Amersfoort 1967       | Maria Mączyńska (POL)                             | Zofia Piskorek (POL)       | Irena Szadlowska (POL)           |
| Valley Forge 1969     | Dorothy Lidstone (CAN)                            | Doreen Wilber (USA)        | Nina Kozina (URS)                |
| York 1971             | Emma Gapchenko (URS)                              | Doreen Wilber (USA)        | Maria Mączyńska (POL)            |
| Grenoble 1973         | Linda Myers (USA)                                 | Valentina Kovpan (URS)     | Emma Gapchenko (URS)             |
| Interlaken 1975       | Zebiniso Rustamova (URS)                          | Valentina Kovpan (URS)     | Han Sun-Hi (PRK)                 |
| Canberra 1977         | Luann Ryon (USA)                                  | Jadwiga Wilejto (POL)      | Irene Daubenspeck (USA)          |
| Berlin 1979           | Kim Jin-Ho (KOR)                                  | Judi Adams (USA)           | Carole Mary Toy (AUS)            |
| Punta Ala 1981        | Natalya Butuzova (URS)                            | Alicija Ciskowska (POL)    | Marilyn Rumley (AUS)             |
| Los Angeles 1983      | Kim Jin-Ho (KOR)                                  | Jung Jea-Bong (KOR)        | Liselotte Andersson (SWE)        |
| Seoul 1985            | Irina Soldatova (URS)                             | Liudmila Arzhanikova (URS) | Kim Jin-Ho (KOR)                 |
| Adelaide 1987         | Ma Xiangjun (CHN)                                 | Wang Hee-Kyung (KOR)       | Yao Yawen (CHN)                  |
| Lausanne 1989         | Kim Soo-Nyung (KOR)                               | Kim Kyung-Woog (KOR)       | Denise Parker (USA)              |
| Polen 1991            | Kim Soo-Nyung (KOR)                               | Lee Eun-Kyung (KOR)        | Zehra Oktem (TUR)                |
| Anatalya 1993         | Kim Hyo-Jung (KOR)                                | Cho Youn-Jeong (KOR)       | Iana Tuniants (KAZ)              |
| Jakarta 1995          | Natalia Valeeva (MDA)                             | Barbara Mensing (GER)      | Yoom Yoon-Ja (KOR)               |
| Victoria 1997         | Kim Du-Ri (KOR)                                   | Cornelia Pfohl (GER)       | Kim Jo-Sun (KOR)                 |
| Riom 1999             | Lee Eun-Kyung (KOR)                               | Alison Williamson (GBR)    | Kim Jo-Sun (KOR)                 |
| Peking 2001           | Park Sung-Hyun (KOR)                              | Kim Kyung-Wook (KOR)       | Kateryna Palekha (UKR)           |
| New York 2003         | Yun Mi-Jin (KOR)                                  | Park Sung-Hyun (KOR)       | Lee Hyun-Jeong (KOR)             |
| Madrid 2005           | Lee Sung-Jin (KOR)                                | Lee Tuk-Young (KOR)        | Park Sung-Hyun (KOR)             |
| Leipzig 2007          | Natalia Valeeva (ITA)                             | Park Sung-Hyun (KOR)       | Natalya Erdyniyeva (RUS)         |
| Ulsan 2009            | Joo Hyun-Jung (KOR)                               | Kwak Ye-Ji (KOR)           | Natalia Sanchez (COL)            |
| Turin 2011            | Denisse Van Lamoen (CHI)                          | Kristine Esebua (GEO)      | Fang Yuting (CHN)                |
| Belek 2013            | Maja Jager (DEN)                                  | Xu Jing (CHN)              | Yun Ok-Hee (KOR)                 |
| Köpenhamn 2015        | Ki Bo-bae (KOR)                                   | Lin Shih-chia (TPE)        | Choi Mi-sun (KOR)                |
| Mexico City 2017      | Ksenia Perova (RUS)                               | Chang Hye-jin (KOR)        | Tan Ya-ting (TPE)                |
| 's-Hertogenbosch 2019 | Lei Chien-ying (TPE)                              | Kang Chae-young (KOR)      | Choi Mi-sun (KOR)                |
| Yankton 2021          | Jang Min-hee (KOR)                                | Casey Kaufhold (USA)       | An San (KOR)                     |

### Herrar, lag
Tävlingsformat:
- 1933-1955: Internationell lång och kort runda (varierande), kumulativ total av främsta bågskyttarna från länderna (1933-36 inofficiellt)
- 1957-1985: FITA-runda (90m, 70m, 50m, 30m), kumulativ total av främsta bågskyttarna från länderna
- 1987-: Olympisk runda

| Mästerskap            | Guld                                                   | Silver                                                         | Brons                                           |
| London 1933           | Belgien                                                | Storbritannien                                                 | Frankrike                                       |
| Båstad 1934           | Sverige                                                | Belgien                                                        | Tjeckoslovakien                                 |
| Bryssel 1935          | Tjeckoslovakien                                        | Belgien                                                        | Sverige                                         |
| Prag 1936             | Tjeckoslovakien                                        | Belgien                                                        | Sverige                                         |
| Paris 1937            | Polen                                                  | Belgien                                                        | Sverige                                         |
| London 1938           | Tjeckoslovakien                                        | Polen                                                          | Frankrike                                       |
| Oslo 1939             | Frankrike                                              | Storbritannien                                                 | Sverige                                         |
| Stockholm 1946        | Danmark                                                | Tjeckoslovakien                                                | Frankrike                                       |
| Prag 1947             | Tjeckoslovakien                                        | Danmark                                                        | Sverige                                         |
| London 1948           | Sverige                                                | Danmark                                                        | Tjeckoslovakien                                 |
| Paris 1949            | Tjeckoslovakien                                        | Sverige                                                        | Danmark                                         |
| Köpenhamn 1950        | Danmark                                                | Sverige                                                        | Tjeckoslovakien                                 |
| Bryssel 1952          | Sverige                                                | Danmark                                                        | Storbritannien                                  |
| Oslo 1953             | Sverige                                                | Danmark                                                        | Belgien                                         |
| Helsingfors 1955      | Sverige                                                | Finland                                                        | Belgien                                         |
| Prag 1957             | USA                                                    | Sverige                                                        | Finland                                         |
| Bryssel 1958          | Finland                                                | Sverige                                                        | USA                                             |
| Stockholm 1959        | USA                                                    | Belgien                                                        | Sverige                                         |
| Oslo 1961             | USA                                                    | Belgien                                                        | Finland                                         |
| Finland 1963          | USA                                                    | Frankrike                                                      | Sverige                                         |
| Västerås 1965         | USA                                                    | Finland                                                        | Sverige                                         |
| Amersfoort 1967       | USA                                                    | Sverige                                                        | Storbritannien                                  |
| Valley Forge 1969     | USA                                                    | Danmark                                                        | Storbritannien                                  |
| York 1971             | USA                                                    | Finland                                                        | Kanada                                          |
| Grenoble 1973         | USA                                                    | Sovjetunionen                                                  | Finland                                         |
| Interlaken 1975       | USA                                                    | Japan                                                          | Finland                                         |
| Canberra 1977         | USA                                                    | Italien                                                        | Japan                                           |
| Berlin 1979           | USA                                                    | Västtyskland                                                   | Belgien                                         |
| Punta Ala 1981        | USA                                                    | Finland                                                        | Sovjetunionen                                   |
| Los Angeles 1983      | USA                                                    | Sydkorea                                                       | Belgien                                         |
| Seoul 1985            | Sydkorea                                               | USA                                                            | Sverige                                         |
| Adelaide 1987         | Västtyskland                                           | USA                                                            | Kina                                            |
| Lausanne 1989         | Sovjetunionen                                          | USA                                                            | Sydkorea                                        |
| Polen 1991            | Sydkorea                                               | Sovjetunionen                                                  | USA                                             |
| Anatalya 1993         | Frankrike                                              | Sydkorea                                                       | Nederländerna                                   |
| Jakarta 1995          | Sydkorea                                               | Italien                                                        | USA                                             |
| Victoria 1997         | Sydkorea                                               | Norge                                                          | Ryssland                                        |
| Riom 1999             | Italien                                                | Sydkorea                                                       | USA                                             |
| Peking 2001           | Sydkorea                                               | Italien                                                        | Kina                                            |
| New York 2003         | Sydkorea                                               | Sverige                                                        | Italien                                         |
| Madrid 2005           | Sydkorea                                               | Indien                                                         | Polen                                           |
| Leipzig 2007          | Sydkorea                                               | Storbritannien                                                 | Taiwan                                          |
| Ulsan 2009            | Sydkorea                                               | Frankrike                                                      | Japan                                           |
| Turin 2011            | Sydkorea                                               | Frankrike                                                      | Italien                                         |
| Belek 2013            | USA                                                    | Nederländerna                                                  | Frankrike                                       |
| Köpenhamn 2015        | Sydkorea                                               | Italien                                                        | Taiwan                                          |
| Mexico City 2017      | Italien Marco Galiazzo Mauro Nespoli David Pasqualucci | Frankrike Thomas Chirault Pierre Plihon Jean-Charles Valladont | Sydkorea Im Dong-hyun Kim Woo-jin Oh Jin-hyek   |
| 's-Hertogenbosch 2019 | Kina Ding Yiliang Feng Hao Wei Shaoxuan                | Indien Atanu Das Pravin Ramesh Jadhav Tarundeep Rai            | Sydkorea Kim Woo-jin Lee Seung-yun Lee Woo-seok |
| 's-Hertogenbosch 2021 | Sydkorea Kim Woo-jin Kim Je-deok Oh Jin-hyek           | USA Brady Ellison Matthew Nofel Jack Williams                  | Taiwan Hung Cheng-hao Wei Chun-heng Yu Guan-lin |

### Damer, lag
Tävlingsformat:
- 1933-1955: Internationell lång och kort runda (varierande), kumulativ total av främsta bågskyttarna från länderna (1933-36 inofficiellt)
- 1957-1985: FITA-runda (90m, 70m, 50m, 30m), kumulativ total av främsta bågskyttarna från länderna
- 1987-: Olympisk runda

| Mästerskap            | Guld                                               | Silver                                              | Brons                                                    |
| London 1933           | Polen                                              | Storbritannien                                      |                                                          |
| Båstad 1934           | Polen                                              | Sverige                                             |                                                          |
| Bryssel 1935          | Storbritannien                                     | Sverige                                             | Polen                                                    |
| Prag 1936             | Polen                                              | Tjeckoslovakien                                     | Storbritannien                                           |
| Paris 1937            | Storbritannien                                     | Polen                                               | Frankrike                                                |
| London 1938           | Polen                                              | Storbritannien                                      | Sverige                                                  |
| Oslo 1939             | Polen                                              | Storbritannien                                      | Sverige                                                  |
| Stockholm 1946        | Storbritannien                                     | Sverige                                             |                                                          |
| Prag 1947             | Danmark                                            | Frankrike                                           | Storbritannien                                           |
| London 1948           | Tjeckoslovakien                                    | Storbritannien                                      | Danmark                                                  |
| Paris 1949            | Storbritannien                                     | Sverige                                             | Frankrike                                                |
| Köpenhamn 1950        | Finland                                            | Sverige                                             | Storbritannien                                           |
| Bryssel 1952          | USA                                                | Storbritannien                                      | Sverige                                                  |
| Oslo 1953             | Finland                                            | Frankrike                                           | Sverige                                                  |
| Helsingfors 1955      | Storbritannien                                     | Finland                                             | Polen                                                    |
| Prag 1957             | USA                                                | Tjeckoslovakien                                     | Storbritannien                                           |
| Bryssel 1958          | USA                                                | Tjeckoslovakien                                     | Mall:SAF                                                 |
| Stockholm 1959        | USA                                                | Storbritannien                                      | Tjeckoslovakien                                          |
| Oslo 1961             | USA                                                | Storbritannien                                      | Mall:SAF                                                 |
| Finland 1963          | USA                                                | Finland                                             | Storbritannien                                           |
| Västerås 1965         | USA                                                | Finland                                             | Storbritannien                                           |
| Amersfoort 1967       | Polen                                              | USA                                                 | Sverige                                                  |
| Valley Forge 1969     | Sovjetunionen                                      | Kanada                                              | Polen                                                    |
| York 1971             | Polen                                              | Sovjetunionen                                       | USA                                                      |
| Grenoble 1973         | Sovjetunionen                                      | USA                                                 | Storbritannien                                           |
| Interlaken 1975       | Sovjetunionen                                      | Sydkorea                                            | USA                                                      |
| Canberra 1977         | USA                                                | Sovjetunionen                                       | Australien                                               |
| Berlin 1979           | Sydkorea                                           | Australien                                          | Storbritannien                                           |
| Punta Ala 1981        | Sovjetunionen                                      | Sydkorea                                            | Kina                                                     |
| Los Angeles 1983      | Sydkorea                                           | Västtyskland                                        | USA                                                      |
| Seoul 1985            | Sovjetunionen                                      | Sydkorea                                            | Västtyskland                                             |
| Adelaide 1987         | Sovjetunionen                                      | Sydkorea                                            | Frankrike                                                |
| Lausanne 1989         | Sydkorea                                           | Sverige                                             | Sovjetunionen                                            |
| Polen 1991            | Sydkorea                                           | Sovjetunionen                                       | Sverige                                                  |
| Anatalya 1993         | Sydkorea                                           | Ryssland                                            | Kina                                                     |
| Jakarta 1995          | Sydkorea                                           | Turkiet                                             | Indonesien                                               |
| Victoria 1997         | Sydkorea                                           | Ukraina                                             | Turkiet                                                  |
| Riom 1999             | Italien                                            | Kina                                                | Tyskland                                                 |
| Peking 2001           | Kina                                               | Italien                                             | Sydkorea                                                 |
| New York 2003         | Sydkorea                                           | Japan                                               | Ukraina                                                  |
| Madrid 2005           | Sydkorea                                           | Ukraina                                             | Ryssland                                                 |
| Leipzig 2007          | Sydkorea                                           | Taiwan                                              | Storbritannien                                           |
| Ulsan 2009            | Sydkorea                                           | Japan                                               | Ryssland                                                 |
| Turin 2011            | Italien                                            | Indien                                              | Sydkorea                                                 |
| Belek 2013            | Sydkorea                                           | Belarus                                             | Danmark                                                  |
| Köpenhamn 2015        | Ryssland                                           | Indien                                              | Sydkorea                                                 |
| Mexico City 2017      | Sydkorea Chang Hye-jin Choi Mi-sun Kang Chae-young | Mexiko Mariana Avitia Aída Román Alejandra Valencia | Taiwan Lin Shih-chia Lin Yu-hsuan Tan Ya-ting            |
| 's-Hertogenbosch 2019 | Taiwan Lei Chien-ying Peng Chia-mao Tan Ya-ting    | Sydkorea Chang Hye-jin Choi Mi-sun Kang Chae-young  | Storbritannien Sarah Bettles Naomi Folkard Bryony Pitman |
| Yankton 2021          | Sydkorea An San Jang Min-hee Kang Chae-young       | Mexiko Aída Román Alejandra Valencia Ana Vázquez    | Frankrike Lisa Barbelin Caroline Lopez Mélodie Richard   |

### Mixade lag (2011-)
Tävlingsformat:
- 2011-: Olympisk runda

| Mästerskap            | Guld                                  | Silver                                                     | Brons                                       |
| Turin 2011            | Sydkorea                              | Mexiko                                                     | Storbritannien                              |
| Belek 2013            | Sydkorea                              | USA                                                        | Taiwan                                      |
| Köpenhamn 2015        | Sydkorea                              | Taiwan                                                     | Kina                                        |
| Mexico City 2017      | Sydkorea Im Dong-hyun Kang Chae-young | Tyskland Florian Kahllund Lisa Unruh                       | Storbritannien Patrick Huston Naomi Folkard |
| 's-Hertogenbosch 2019 | Sydkorea Lee Woo-seok Kang Chae-young | Nederländerna Sjef van den Berg Gabriela Bayardo           | Italien Mauro Nespoli Vanessa Landi         |
| Yankton 2021          | Sydkorea An San Kim Woo-jin           | Ryska bågskytteförbundet Jelena Osipova Galsan Bazarzjapov | Turkiet Yasemin Anagöz Mete Gazoz           |

### Mixed, individuellt
| Mästerskap    | Guld                 | Silver                  | Brons                  |
| Lwów 1931     | Michal Sawicki (POL) | Janina Kurkowska (POL)  | Rene Allexandre (FRA)  |
| Warszawa 1932 | Laurent Reth (BEL)   | Zbigniew Kosinski (POL) | Janina Kurkowska (POL) |

### Mixed, lag (1931-32)
- Detta var en inofficiell gren.

| Mästerskap    | Guld             | Silver       | Brons            |
| Lwów 1931     | Frankrike herrar | Polen herrar | Polen damer      |
| Warszawa 1932 | Polen herrar     | Polen damer  | Frankrike herrar |

## Compound

### Herrar, individuellt
| Mästerskap            | Guld                      | Silver                      | Brons                    |
| Jakarta 1995          | Gary Broadhead (USA)      | John Vozzy (USA)            | Phillip Tremelling (AUS) |
| Victoria 1997         | Dee Wilde (USA)           | Terry Ragsdale (USA)        | Clint Freeman (AUS)      |
| Riom 1999             | Dave Cousins (USA)        | Stephen Gooden (GBR)        | Tibor Ondrik (HUN)       |
| Peking 2001           | Dejan Sitar (SLO)         | Morgan Lundin (SWE)         | Morten Boe (NOR)         |
| New York 2003         | Clint Freeman (AUS)       | Dave Cousins (USA)          | Braden Gellenthien (USA) |
| Madrid 2005           | Morgan Lundin (SWE)       | Morten Boe (NOR)            | Dejan Sitar (SLO)        |
| Leipzig 2007          | Dietmar Trillus (CAN)     | Braden Gellenthien (USA)    | Martin Damsbo (DEN)      |
| Ulsan 2009            | Reo Wilde (USA)           | Liam Grimwood (GBR)         | Stephen Clifton (NZL)    |
| Turin 2011            | Christopher Perkins (CAN) | Jesse Broadwater (USA)      | Reo Wilde (USA)          |
| Belek 2013            | Mike Schloesser (NED)     | Pierre Julien Deloche (FRA) | Alexander Dambaev (RUS)  |
| Köpenhamn 2015        | Stephan Hansen (DEN)      | Rajat Chauhan (IND)         | Adam Ravenscroft (GBR)   |
| Mexico City 2017      | Sebastien Peineau (FRA)   | Stephan Hansen (DEN)        | Braden Gellenthien (USA) |
| 's-Hertogenbosch 2019 | James Lutz (USA)          | Anders Faugstad (NOR)       | Kim Jong-ho (KOR)        |
| Yankton 2021          | Nico Wiener (AUT)         | Mike Schloesser (NED)       | Robin Jäätma (EST)       |

### Individuellt, damer
| Mästerskap            | Guld                    | Silver                      | Brons                         |
| Jakarta 1995          | Angela Moscarelli (USA) | Petra Ericsson (SWE)        | Inga Low (USA)                |
| Victoria 1997         | Fabiola Palazzini (ITA) | Catherine Pellen (FRA)      | Jamie van Natta (USA)         |
| Riom 1999             | Catherine Pellen (FRA)  | Shih Ya-Ping (TPE)          | Fabiola Palazzini (ITA)       |
| Peking 2001           | Ulrika Sjoewall (SWE)   | Bettina Thiele (GER)        | Sirkka Sokka-Matikainen (FIN) |
| New York 2003         | Mary Zorn (USA)         | Amber Dawson (USA)          | Irma Luyting (NED)            |
| Madrid 2005           | Sofia Goncharova (RUS)  | Arminda Bastos (MEX)        | Svetlana Kondrashenko (RUS)   |
| Leipzig 2007          | Eugenia Salvi (ITA)     | Albina Loginova (RUS)       | Amandine Bouillot (FRA)       |
| Ulsan 2009            | Albina Loginova (RUS)   | Jorina Coetzee (RSA)        | Laura Longo (ITA)             |
| Turin 2011            | Albina Loginova (RUS)   | Pascale Lebecque (FRA)      | Erika Anschutz (USA)          |
| Belek 2013            | Kristina Berger (GER)   | Ivana Buden (CRO)           | Gerda Roux (RSA)              |
| Köpenhamn 2015        | Kim Yun-hee (KOR)       | Crystal Gauvin (USA)        | Sara López (COL)              |
| Mexico City 2017      | Song Yun-soo (KOR)      | Yeşim Bostan (TUR)          | Kristina Heigenhauser (GER)   |
| 's-Hertogenbosch 2019 | Natalja Avdejeva (RUS)  | Paige Pearce (USA)          | Jyothi Surekha Vennam (IND)   |
| Yankton 2021          | Sara López (COL)        | Jyothi Surekha Vennam (IND) | Andrea Becerra (MEX)          |

### Herrar, lag
| Mästerskap            | Guld                                                   | Silver                                                  | Brons                                                        |
| Jakarta 1995          | Frankrike                                              | USA                                                     | Australien                                                   |
| Victoria 1997         | Ungern                                                 | Spanien                                                 | Kanada                                                       |
| Riom 1999             | USA                                                    | Ungern                                                  | Storbritannien                                               |
| Peking 2001           | Norge                                                  | Tyskland                                                | Storbritannien                                               |
| New York 2003         | USA                                                    | Italien                                                 | Kanada                                                       |
| Madrid 2005           | USA                                                    | Norge                                                   | Australien                                                   |
| Leipzig 2007          | USA                                                    | Australien                                              | Sverige Morgan Lundin Anders Malm Fredrik Lindblad           |
| Ulsan 2009            | USA                                                    | Ryssland                                                | El Salvador                                                  |
| Turin 2011            | USA                                                    | Danmark                                                 | Kanada                                                       |
| Belek 2013            | Danmark                                                | Sydafrika                                               | Frankrike                                                    |
| Köpenhamn 2015        | Iran                                                   | Kanada                                                  | Danmark                                                      |
| Mexico City 2017      | USA Steve Anderson Braden Gellenthien Kristofer Schaff | Italien Sergio Pagni Federico Pagnoni Alberto Simonelli | Colombia Sebastián Arenas Camilo Andrés Cardona Daniel Muñoz |
| 's-Hertogenbosch 2019 | Sydkorea Choi Yong-hee Kim Jong-ho Yang Jae-won        | Turkiet Süleyman Araz Evren Çağıran Muhammed Yetim      | Nederländerna Peter Elzinga Sil Pater Mike Schloesser        |
| Yankton 2021          | USA Braden Gellenthien James Lutz Kris Schaff          | Mexiko Miguel Becerra Antonio Hidalgo Uriel Olvera      | Österrike Stefan Heincz Michael Matzner Nico Wiener          |

### Damer, lag
| Mästerskap            | Guld                                               | Silver                                                    | Brons                                                 |
| Jakarta 1995          | USA                                                | Sverige                                                   | Italien                                               |
| Victoria 1997         | Italien                                            | USA                                                       | Frankrike                                             |
| Riom 1999             | Taiwan                                             | Nederländerna                                             | Tyskland                                              |
| Peking 2001           | Frankrike                                          | Italien                                                   | Nederländerna                                         |
| New York 2003         | USA                                                | Frankrike                                                 | Tyskland                                              |
| Madrid 2005           | Frankrike                                          | USA                                                       | Danmark                                               |
| Leipzig 2007          | Belgien                                            | Italien                                                   | USA                                                   |
| Ulsan 2009            | Ryssland                                           | Sydkorea                                                  | USA                                                   |
| Turin 2011            | USA                                                | Iran                                                      | Venezuela                                             |
| Belek 2013            | Colombia                                           | Nederländerna                                             | Frankrike                                             |
| Köpenhamn 2015        | Ukraina                                            | Nederländerna                                             | Sydkorea                                              |
| Mexico City 2017      | Colombia Sara López Alejandra Usquiano Nora Valdez | Indien Trisha Deb Lily Chanu Paonam Jyothi Surekha Vennam | Sydkorea Choi Bo-min So Chae-won Song Yun-soo         |
| 's-Hertogenbosch 2019 | Taiwan Chen Li-ju Chen Yi-hsuan Huang I-jou        | USA Cassidy Cox Paige Pearce Alexis Ruiz                  | Indien Raj Kaur Muskan Kirar Jyothi Surekha Vennam    |
| Yankton 2021          | Colombia Sara López Alejandra Usquiano Nora Valdez | Indien Priya Gurjar Muskan Kirar Jyothi Surekha Vennam    | USA Linda Ochoa-Anderson Paige Pearce Makenna Proctor |

### Mixed, lag (2011-)
| Mästerskap            | Guld                              | Silver                                          | Brons                                |
| Turin 2011            | Italien                           | Nederländerna                                   | Sydkorea                             |
| Belek 2013            | Italien                           | Ryssland                                        | USA                                  |
| Köpenhamn 2015        | Sydkorea                          | Frankrike                                       | Sydafrika                            |
| Mexico City 2017      | Sydkorea Kim Jong-ho Song Yun-soo | Tyskland Marcel Trachsel Kristina Heigenhauser  | Italien Sergio Pagni Irene Franchini |
| 's-Hertogenbosch 2019 | Sydkorea Kim Jong-ho So Chae-won  | Frankrike Pierre-Julien Deloche Sophie Dodemont | Taiwan Chen Chieh-lun Chen Yi-hsuan  |
| Yankton 2021          | Colombia Sara López Daniel Muñoz  | Indien Abhishek Verma Jyothi Surekha Vennam     | Sydkorea Kim Jong-ho Kim Yun-hee     |

## Medaljtabell (1931–2021)
| Nr                   | Nation                   | Guld | Silver | Brons | Totalt |
| -------------------- | ------------------------ | ---- | ------ | ----- | ------ |
| 1                    | USA                      | 64   | 39     | 34    | 137    |
| 2                    | Sydkorea                 | 64   | 26     | 26    | 116    |
| 3                    | Sverige                  | 19   | 22     | 23    | 64     |
| 4                    | Polen                    | 17   | 15     | 12    | 44     |
| 5                    | Sovjetunionen            | 14   | 9      | 4     | 27     |
| 6                    | Storbritannien           | 11   | 19     | 26    | 56     |
| 7                    | Italien                  | 11   | 9      | 8     | 28     |
| 8                    | Frankrike                | 9    | 15     | 16    | 40     |
| 9                    | Danmark                  | 7    | 12     | 9     | 28     |
| 10                   | Tjeckoslovakien          | 7    | 5      | 9     | 21     |
| 11                   | Ryssland                 | 7    | 5      | 6     | 18     |
| 12                   | Finland                  | 6    | 12     | 10    | 28     |
| 13                   | Belgien                  | 5    | 9      | 9     | 23     |
| 14                   | Colombia                 | 5    | 0      | 3     | 8      |
| 15                   | Kinesiska Taipei         | 4    | 6      | 7     | 17     |
| 16                   | Kina                     | 3    | 2      | 7     | 12     |
| 17                   | Kanada                   | 3    | 2      | 6     | 11     |
| 18                   | Australien               | 2    | 2      | 9     | 13     |
| 19                   | Nederländerna            | 1    | 8      | 5     | 14     |
| 20                   | Tyskland                 | 1    | 6      | 4     | 11     |
| 21                   | Norge                    | 1    | 4      | 1     | 6      |
| 22                   | Västtyskland             | 1    | 3      | 1     | 5      |
| 23                   | Ukraina                  | 1    | 2      | 4     | 7      |
| 24                   | Ungern                   | 1    | 1      | 1     | 3      |
| 25                   | Iran                     | 1    | 1      | 0     | 2      |
| 25                   | Ryska bågskytteförbundet | 1    | 1      | 0     | 2      |
| 27                   | Slovenien                | 1    | 0      | 1     | 2      |
| 27                   | Österrike                | 1    | 0      | 1     | 2      |
| 29                   | Chile                    | 1    | 0      | 0     | 1      |
| 29                   | Moldavien                | 1    | 0      | 0     | 1      |
| 31                   | Indien                   | 0    | 9      | 2     | 11     |
| 32                   | Japan                    | 0    | 5      | 4     | 9      |
| 33                   | Mexiko                   | 0    | 5      | 1     | 6      |
| 34                   | Sydafrika                | 0    | 3      | 5     | 8      |
| 35                   | Turkiet                  | 0    | 3      | 3     | 6      |
| 36                   | Nordkorea                | 0    | 1      | 1     | 2      |
| 37                   | Belarus                  | 0    | 1      | 0     | 1      |
| 37                   | Brasilien                | 0    | 1      | 0     | 1      |
| 37                   | Georgien                 | 0    | 1      | 0     | 1      |
| 37                   | Kroatien                 | 0    | 1      | 0     | 1      |
| 37                   | Malaysia                 | 0    | 1      | 0     | 1      |
| 37                   | Spanien                  | 0    | 1      | 0     | 1      |
| 43                   | Bangladesh               | 0    | 0      | 1     | 1      |
| 43                   | El Salvador              | 0    | 0      | 1     | 1      |
| 43                   | Estland                  | 0    | 0      | 1     | 1      |
| 43                   | Indonesien               | 0    | 0      | 1     | 1      |
| 43                   | Kazakstan                | 0    | 0      | 1     | 1      |
| 43                   | Nya Zeeland              | 0    | 0      | 1     | 1      |
| 43                   | Venezuela                | 0    | 0      | 1     | 1      |
| Totalt (49 nationer) | Totalt (49 nationer)     | 270  | 267    | 265   | 802    |